# Discographie de Dorothée
 (février 2025).
Si vous disposez d'ouvrages ou d'articles de référence ou si vous connaissez des sites web de qualité traitant du thème abordé ici, merci de compléter l'article en donnant les références utiles à sa vérifiabilité et en les liant à la section « Notes et références ».
La discographie de Dorothée, contenant une multitude de chansons, est disponible sur 20 albums studio et 12 compilations. Actuellement, Dorothée a vendu plus de 7,5 millions de disques en France selon le site infodisc.

## Albums Studio
| Année | Album                           | Meilleur classement au Top Albums (créé en 1985) | Certification |
| ----- | ------------------------------- | ------------------------------------------------ | ------------- |
| 1980  | Dorothée au pays des chansons   | —                                                | —             |
| 1982  | Hou ! La menteuse               | —                                                | —             |
| 1983  | Pour faire une chanson          | —                                                | —             |
| 1984  | Qu'il est bête !                | —                                                | Or            |
| 1985  | Allô allô monsieur l'ordinateur | —                                                | Or            |
| 1986  | Maman                           | 12                                               | Or            |
| 1987  | Docteur                         | 25                                               | —             |
| 1988  | Attention danger                | 10                                               | Platine       |
| 1989  | Tremblement de terre            | 6                                                | 2 × Or        |
| 1990  | Chagrin d'amour                 | 13                                               | Or            |
| 1991  | Les Neiges de l'Himalaya        | 21                                               | —             |
| 1992  | Une histoire d'amour            | —                                                | —             |
| 1993  | 2394                            | 25                                               | —             |
| 1994  | Nashville Tennessee             | —                                                | —             |
| 1995  | Bonheur City                    | —                                                | —             |
| 1996  | La honte de la famille          | —                                                | —             |
| 2010  | Dorothée 2010                   | —                                                | —             |

## Albums divers
- 1981 : Candy raconte à Dorothée
- 1983 : Les Schtroumpfs
- 1984 : Schtroumpfs parade
- 1990 : Live à Bercy
- 1993 : Bercy 93 (album live)

## Compilations
- 1980 : Dorothée et ses amis chantent...
- 1982 : Les chansons de vos feuilletons TV favoris
- 1987 : Les super chansons de Dorothée
- 1982 - 1990 : Le Jardin des chansons (7 albums et 18 livres-disques 45 T)
- 1991 : Top Dorothée
- 1994 : Cristal collection
- 1997 : 15 ans d'amour
- 1998 : Le jardin des chansons
- 2004 : Les plus belles chansons
- 2006 : Dorothée Bercy (90, 93, Zénith 96)
- 2009 : Le jardin des chansons (Volumes 1 à 4)
- 2010 : Best of
- 2016 : L'essentiel

## Singles
- 1980 : Une fille qu'est ce que c'est ?
- 1980 : Musique magique
- 1980 : Récré A2
- 1981 : Qu'elle est loin ton Amérique Candy
- 1981 : Tchou, tchou le petit train
- 1981 : Rox & Rouky (1 100 000 exemplaires)
- 1982 : Enfin Récré A2
- 1982 : Hou ! La menteuse / La Valise (1 300 000 exemplaires)
- 1983 : Au royaume de Diguedondaine
- 1983 : Pour faire une chanson
- 1983 : Les Schtroumpfs (900 000 exemplaires)
- 1983 : Bonjour Dorothée
- 1984 : Schtroumpfs La La
- 1984 : Qu'il est bête !
- 1984 : Les Petits Ewoks
- 1985 : Vive les vacances
- 1985 : Allô, allô Monsieur l'ordinateur (350 000 exemplaires,  Argent)[3]
- 1986 : Tant qu'on a des amis
- 1986 : Maman (465 000 exemplaires,  Argent)
- 1987 : Où se cache l'amour ?
- 1987 : Le sourire du dragon
- 1987 : La chanson des Ewoks
- 1987 : Docteur / Ça donne envie de chanter
- 1987 : La chanson de Candy
- 1988 : Attention danger
- 1989 : La machine avalé
- 1989 : Tremblement de terre
- 1990 : Nicolas & Marjolaine
- 1990 : Chagrin d'amour
- 1991 : Un jour on se retrouvera
- 1991 : Valise ninety-one
- 1991 : Les neiges de l'Himalaya
- 1992 : Le collège des cœurs brisés
- 1992 : Où est le garçon ?
- 1992 : Une histoire d'amour
- 1992 : Toutes les guitares du rock'n'roll
- 1993 : Bats-toi
- 1993 : Il faut chanter
- 1993 : 2394
- 1994 : Si j'ai menti
- 1994 : Chanson pour un garçon
- 1994 : Non non ne dis pas
- 1995 : Folle de vous
- 1995 : Des millions de copains
- 1995 : Bonheur City
- 1996 : Je rêve
- 1996 : L'enfant des neiges
- 1996 : La honte de la famille
- 1997 : Toutes les chansons du monde
- 1998 : Je ne vous ai pas oubliés
- 2006 : Hou ! La menteuse - Remix (175 000 exemplaires, disque d'or)
- 2006 : La Valise - Remix
- 2006 : Allô, allô Monsieur l'ordinateur - Remix
- 2010 : Coup de tonnerre
- 2010 : À l'Olympia
- 2025 : J'ai dans mes souvenirs

## 45 Tours EP Livre-disque
- 1982 : Dorothée chante Noël
- 1982 : Le jardin des chansons volume 1
- 1982 : Le jardin des chansons volume 2
- 1982 : Le jardin des chansons volume 3
- 1983 : Les Schtroumpfs La mouche Bzz...
- 1983 : Le jardin des chansons volume 4
- 1983 : Le jardin des chansons volume 5
- 1983 : Le jardin des chansons volume 6
- 1983 : Le jardin des chansons volume 7
- 1984 : Le jardin des chansons volume 8
- 1984 : Le jardin des chansons volume 9
- 1984 : Latulu et Lireli
- 1985 : Le jardin des chansons volume 10
- 1985 : Le jardin des chansons volume 11
- 1990 : Le jardin des chansons volume 12
- 1990 : Le jardin des chansons volume 13
- 1990 : Le jardin des chansons volume 14
- 1990 : Le jardin des chansons volume 15
- 1990 : Le jardin des chansons volume 16
- 1990 : Le jardin des chansons volume 17

## Vidéographie
- 1984 : Au pays des chansons (1980) (VHS)
- 1984 : Les chansons de France (Clips) (VHS)
- 1987 : On va faire du cinéma (1985) (VHS)
- 1988 : Au Zénith (1986) (VHS)
- 1989 : Zénith 88 (VHS)
- 1989 : Jardin des chansons (Volumes 1 à 4) (VHS)
- 1990 : Chagrin d'amour (Clips) (VHS)
- 1990 : A Bercy (1990) (VHS)
- 1990 : Les aventures de Dorothée : Un ami (1987) (Téléfilm) (VHS)
- 1991 : Top Dorothée (VHS)
- 1991 : Les neiges de l'Himalaya (Clips) (VHS)
- 1992 : Une histoire d'amour (Clips) (VHS)
- 1992 : Bercy 92 (VHS)
- 1993 : 2394 (Clips) (VHS)
- 1993 : Dorothée karaoké (VHS)
- 1994 : Bercy 94 (VHS)
- 1994 : Nashville Tennessee (Clips) (VHS)
- 1995 : Bonheur city (Clips) (VHS)
- 1995 : Dorothée Karaoké (VHS)
- 1997 : Bercy 96 (VHS)
- 2002 : L'amour en fuite (1978) (Film) (DVD)
- 2002 : La gueule de l'autre (1979) (Film) (DVD)
- 2002 : Pile ou face (1980) (Film) (DVD)
- 2003 : Mon oncle d'Amérique (1980) (Film) (DVD)
- 2004 : Le jardin des chansons Karaoké (Clips) (DVD)
- 2006 : Dorothée à Bercy (90, 92, 94, 96) (Edition 4 DVD)
- 2010 : Olympia 2010 (DVD)
- 2011 : Dorothée et le "Club Dorothée" BERCY 2010 (DVD)
- 2014 : 30 ans de tubes - Best of clips (DVD)